# Magnus Hedman
Magnus Carl Hedman (Huddinge, Švedska, 19. ožujka 1973.) je bivši švedski nogometni vratar i nacionalni reprezentativac. Sa Švedskom je nastupio na dva svjetska (1994. i 2002.) i europska (2000. i 2004.) prvenstva.

## Karijera

### Klupska karijera
Vratar je svoju nogometnu karijeru započeo 1990. u AIK Stockholmu. S klubom je 1992. osvojio švedsko prvenstvo dok je u srpnju 1997. potpisao za engleski Coventry City. Nakon što je klub u sezoni 2000./01. ispao iz Premier lige, prvi vratar Coventryja postao je Chris Kirkland. Ipak, Kirklanda je kupio Liverpool nakon svega jedne prvenstvene utakmice za Coventry tako da je Hedman ponovo postao prvi vratar.
2002. godine Magnus Hedman je potpisao za škotski Celtic dok je 2004. bio na kratkotrajnoj posudbi u Anconi koja je tada nastupala u Serie A. Kasnije je tvrdio da je u Anconi bio svjedokom podmićivanja koje je bilo uobičajeno među njegovim suigračima. Završetkom sezone i ispadanjem kluba u Serie B, Hedman se vraća u Celtic gdje je proveo jednu godinu. Nakon toga, klub je na početku sezone 2005./06. otpustio vratara koji se tada igrački umirovio.
U rujnu 2006. pojavile su se glasine o njegovom senzacionalnom povratku u Newcastle United. Sam Hedman je demantirao klupsku ponudu kao i klub koji je poricao da je kontaktirao vratara. Ipak, 9. studenog iste godine objavljeno je da je Magnus na jednotjednoj probi u londonskom Chelseaju. Razlog tome bila je nespremnost postojećih rezervnih vratara Hilárija i Makalambayja. Njegov prelazak u klub je kompletiran već 14. studenog te mu je dodijeljen dres s brojem 22 kojeg je prije njega nosio islandski napadač Eiður Guðjohnsen. Završetkom sezone Hedman je napustio klub.
Tijekom studenog 2008. Magnusa Hedmana se povezivalo s Manchester Cityjem jer se ozlijedio njihov vratar Joe Hart. Isto tako, golman je 5. siječnja 2009. viđen kako trenira s igračima Tottenham Hotspura.

### Reprezentativna karijera
Za Svjetsko prvenstvo 1994. u SAD-u, tadašnji izbornik Tommy Svensson je odlučio da Hedman bude prva rezerva standardnom reprezentativnom vrataru Thomasu Ravelliju. Za Švedsku je debitirao u veljači 1997.
Na EURU 2000. i Svjetskom prvenstvu 2002. bio je standardni golman te je branio na svim utakmicama. Tijekom 2004. igrao je jako malo na posudbi u Anconi ali je ipak uvršten na popis reprezentativaca za EURO 2004.

## Privatni život
Hedman je bio u braku sa švedskom manekenkom Magdalenom Graaf. Par je zajedno imao dva sina: Lancelota i Tristana. Od 2006. godine njih dvoje žive odvojeno dok su mediji izvjestili da je razlog Hedmanova prevara supruge s pop pjevačicom Lindom Bengtzing. Par se kasnije razveo.
U ekskluzivnom interviewu koji je dao za škotski tabloid Daily Record, Hedman je rekao da je potrošio oko pet milijuna funti na kokain i prostitutke. Prekidom igračke karijere raspao mu se i život zbog čega je bio na rubu samoubojstva. Na poroke je uspio upropastiti sav novac koji je zaradio tijekom karijere osim novca u mirovinskom fondu.

## Osvojeni trofeji

### Klupski trofeji
| Klub          | Trofej            | Godina / sezona |
| Švedska       | Švedska           | Švedska         |
| ------------- | ----------------- | --------------- |
| AIK Stockholm | Švedsko prvenstvo | 1992.           |
| AIK Stockholm | Švedski kup       | 1996.           |
| AIK Stockholm | Švedski kup       | 1997.           |
| Škotska       |                   |                 |
| Celtic        | Škotsko prvenstvo | 2003./04.       |
| Celtic        | Škotski kup       | 2004.           |
| Celtic        | Škotski kup       | 2005.           |
| Engleska      |                   |                 |
| Chelsea       | FA Kup            | 2007.           |

### Reprezentativni trofeji
| Turnir                     | Trofej  | Godina  |
| Švedska                    | Švedska | Švedska |
| -------------------------- | ------- | ------- |
| Svjetsko prvenstvo u SAD-u | Bronca  | 1994.   |

### Individualni trofeji
| Nagrada    | Godina  |
| Švedska    | Švedska |
| ---------- | ------- |
| Guldbollen | 2000.   |

## Vanjske poveznice
- National Football Teams.com